# Скеллиг-Майкл
Скеллиг-Майкл (ирл. Sceilig Mhichíl, англ. Skellig Michael, буквально «скала (архангела) Михаила»), также известен как «Большой Скеллиг» — крутой скалистый остров-утёс примерно в 15 км к западу от побережья графства Керри, Ирландия. Крупнейший из двух Скеллигских островов.

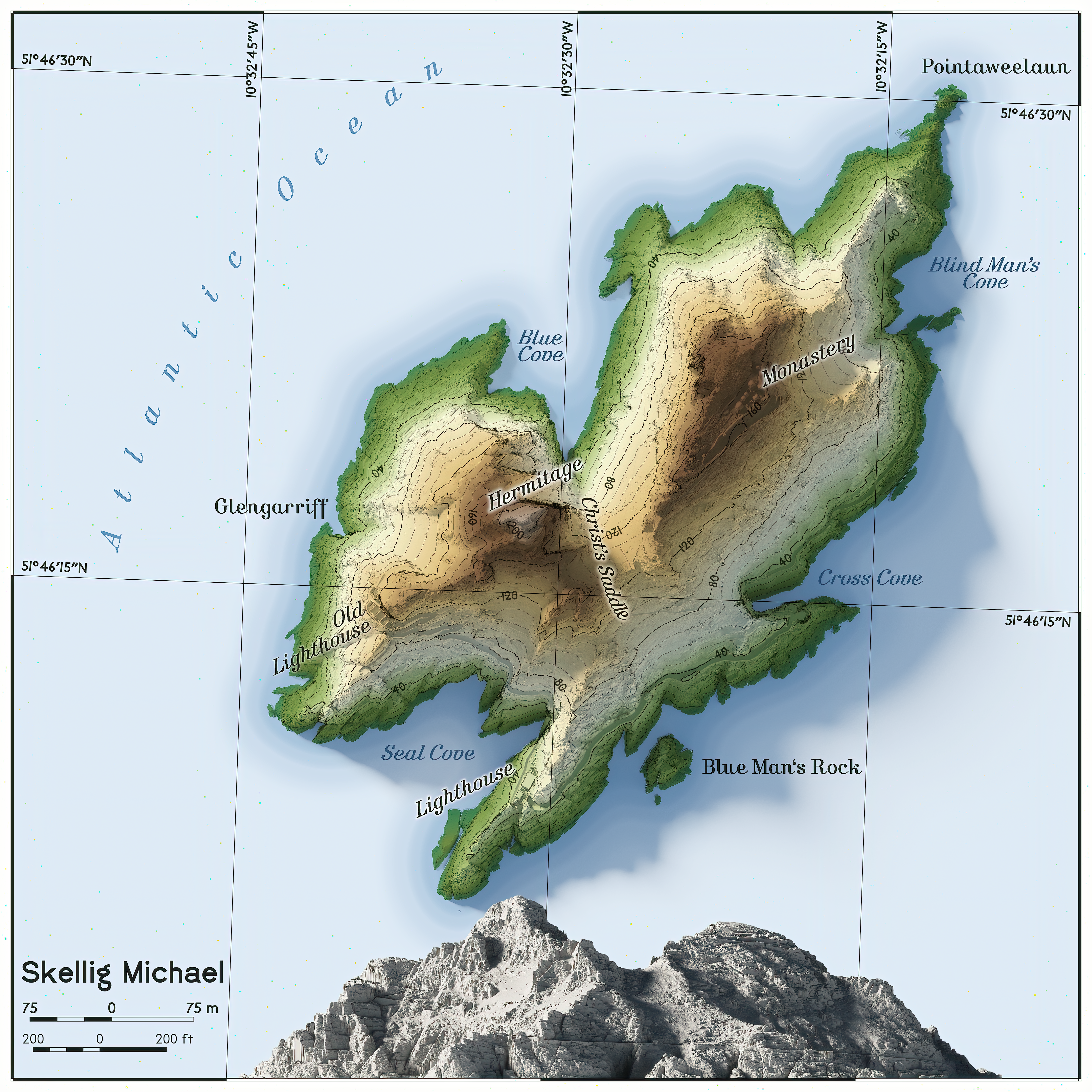
Карта Скеллиг-Майкл

В конце VI в. н. э. на острове был основан монастырь. Монахи жили в каменных кельях в виде пчелиных ульев. Монастырь был объявлен в 1996 г. памятником Всемирного наследия ЮНЕСКО. Это один из наиболее известных и в то же время труднодоступных монастырей Европы. Именно благодаря труднодоступности памятник хорошо сохранился до наших дней.

## История

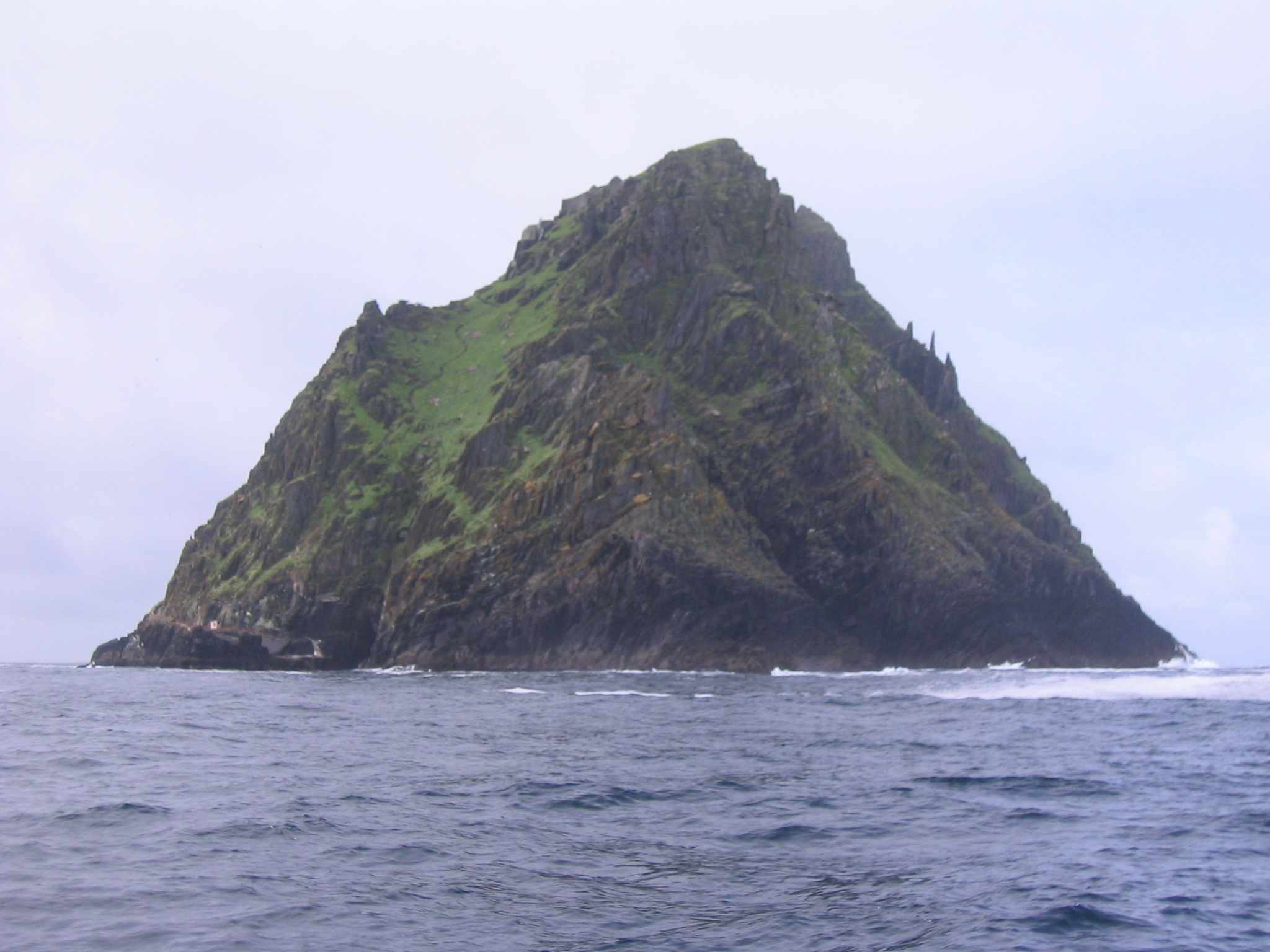
Остров Скеллиг-Майкл, вид с моря

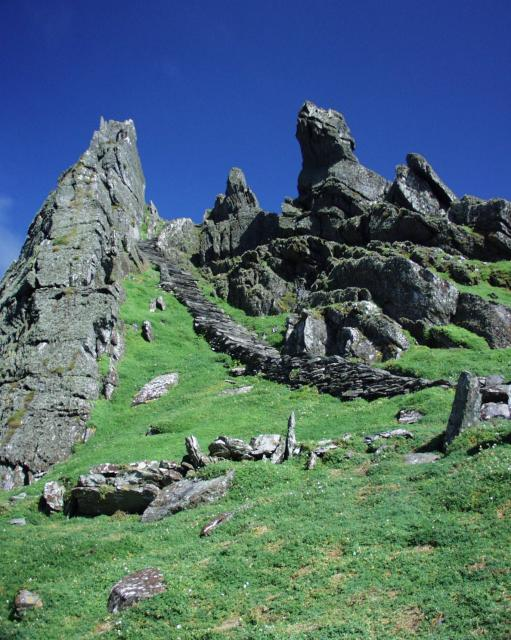
Перевал «Седло Христа»

Монастырь Скеллиг-Майкл выдержал ряд набегов викингов в IX веке, из которых наиболее серьёзный произошёл в 823 году. Позднее монастырь был расширен, новая часовня сооружена в начале XI века. По-видимому, община Скеллиг-Майкла никогда не была большой — в среднем 12 монахов и аббат. На короткое время в XII веке монахи покинули Скеллиг-Майкл и обосновались в монастыре августинцев в Баллинскеллигсе на острове Ирландия.
С начала XVI века Скеллиг-Майкл стал популярным местом ежегодного паломничества, при этом постоянных обитателей на нём не было. В XIX веке были сооружены 2 маяка, на Большом Скеллиге вновь появились жители — на этот раз сменная команда смотрителей маяков. Второй маяк функционирует до настоящего времени, он был реконструирован в 1960-е годы и автоматизирован в 1980-е. В 1986 г. на острове были проведены реставрационные работы, было основано туристское бюро по организации экскурсий на остров.

## Природный заказник
Острова Литл-Скеллиг и Биг-Скеллиг образуют важный природный заказник. Здесь проживает большая популяция морских птиц, в том числе таких, как бакланы, глупыши, моевки, гагарки, кайры, атлантический, европейский и мэнкский буревестники.

## Остров в искусстве
- Летом 2014 года на острове проходили съёмки хронологически заключительной сцены фильма «Звёздные войны: Пробуждение силы». В сентябре 2015 года здесь также прошли съёмки части фильма «Звёздные войны: Последние джедаи».